# Гаращенко Федір Георгійович
Фе́дір Гео́ргійович Гара́щенко (* 16 листопада 1947, Благодатне Долинського району Кіровоградської області) — український вчений у галузі прикладної математики. Доктор технічних наук, професор. Академік АН ВШ України з 2006 р.

## Життєпис
1967 року вступив на механіко-математичний факультет КДУ ім. Т. Шевченка, з 1969 р. навчався на Факультеті кібернетики, закінчив навчання в 1972 р. за фахом «прикладна математика». Навчався в аспірантурі на факультеті кібернетики (1972—1975).
Захистив кандидатську дисертацію з фізико-математичних наук (1975) та докторську — з технічних наук (1984). З 1975 р. працював на кафедрі моделювання складних систем молодшим та старшим науковим співробітником, асистентом, старшим викладачем; доцентом цієї ж кафедри (1985) та професором (з 1986 р.). З 1999 р. — завідувач цієї кафедри.

## Наукова діяльність
Основні напрями наукової роботи:
- якісний аналіз та оцінка програмних траєкторій в системах керування;
- дослідження задач практичної стійкості динамічних систем та розробка чисельних методів для визначення оптимальних оцінок;
- розвиток методів структурно-параметричної та недиференційованої траєкторної оптимізації в системах керування;
- розробка нових математичних технологій з оптимального синтезу структурованих динамічних систем;
- оптимальне проектування прискорюючих та фокусуючих систем; моделювання та оптимізація систем керування орієнтацією мікросупутників;
- розвиток методів цифрової обробки інформації та розпізнавання образів; створення технології стиснення інформації;
- розробка адаптивних підходів до розв'язування задач аналізу, оптимізації, керування, класифікації та розпізнавання голосової інформації та зображень.

Автор близько 200 наукових праць, 3 монографій, 5 навчальних посібників та низки наукових і методичних розробок для студентів старших курсів.
Підготував 17 кандидатів та 1 доктора наук.
Голова постійної комісії вченої ради КНУ ім. Т. Шевченка з питань організації наукової роботи; член експертних рад ВАК України з інформатики та обчислювальної техніки; член спеціалізованих вчених рад із захисту докторських дисертацій; член редколегії журналів «Проблеми керування і інформатики», «Вісник КНУ», серії «Кібернетика» та «Фіз.-мат. науки», «Обчислювальна та прикладна математика», «Волинський математичний вісник»; член вченої ради КНУ ім. Т. Шевченка.

## Нагороди
- Нагороджений медаллю «В пам'ять 1500-ліття Києва» (1982). Має почесне звання «Найкращий професор КНУ ім. Т. Шевченка», лауреат «Премії ім. Т. Шевченка» КНУ ім. Т. Шевченка та Нагороди Ярослава Мудрого АН ВШ України (2010).
- Державна премія України в галузі науки і техніки 2011 року — за цикл наукових праць «Конструктивна теорія моделювання, аналізу та оптимізації систем з неповними даними та її застосування» (у складі колективу)[1]